# Hans-Hermann Bennhold
Hans-Hermann Bennhold (* 11. September 1893 in Freiburg in Schlesien; † 26. April 1976 in Tübingen) war ein deutscher Internist und Hochschullehrer.
Bennhold war der Sohn eines Richters. Nach dem Abitur in Halle (Saale) studierte er Medizin dort, in Göttingen und Freiburg i. B. und promovierte 1920 zum Dr. med. bei Martin Kochmann in Halle. Er wurde Assistenzarzt am Allgemeinen Krankenhaus St. Georg in Hamburg bei Carl Hegler, später an der I. Medizinischen Universitätsklinik in München. Ab 1925 war er mit Hilfe eines Rockefeller-Stipendiums am Physikalisch-Chemischen Institut der Universität Leipzig bei dem Kolloidchemiker Wolfgang Ostwald. Ab 1926 war er wieder Assistent am St. Georgs-Krankenhaus in Hamburg, ab 1931 lehrte er nach seiner Habilitation bei Arthur Bornstein als Privatdozent an der Universität Hamburg. Im November 1933 unterzeichnete er das Bekenntnis der deutschen Professoren zu Adolf Hitler. 1934 wurde er leitender Oberarzt der Medizinischen Poliklinik und der II. Medizinischen Abteilung, 1939 zum außerordentlichen Professor ernannt. 1942 wurde er als Ordinarius für Innere Medizin und als Direktor der Medizinischen Universitätsklinik und Poliklinik an die Universität Tübingen berufen, an der er bis zu seiner Emeritierung blieb. 1954 wurde er Mitglied der Leopoldina. Er wurde 1973 mit der Paul-Martini-Medaille in Gold geehrt.
Sein wichtiges Forschungsgebiet war die Funktion der Serumeiweißkörper und der inneren Sekretion. Nach ihm ist die Bennholdsche Eiweißprobe (auch Kongorot-Probe) genannt.
Zu seinen Schülern gehört der Kölner Internist Rudolf Gross.

## Schriften
- (als Mitarb.): Laboratoriumstechnik in der Medizin. Theoretische Grundlagen und praktische Ausführung medizinischer, physikalischer und chemischer Untersuchungs-Methoden. Lehr- und Hilfsbuch für den Laboratoriumsdienst, Hamburg 1931.
- Über die Vehikelfunktion der Serumeiweißkörper, Berlin 1932.
- (als Mitarb.): Medizinische Kolloidlehre. Physiologie, Pathologie und Therapie in kolloidchemischer Betrachtung, Dresden 1935.
- Die Eiweißkörper des Blutplasmas, Dresden 1938.
- Hilfsmechanismen des Stoffwechsels I (= Handbuch der allgemeinen Pathologie, Bd. 5/1), Berlin 1961.